# 大明山 (果敢)
大明山，位於緬甸果敢縣東山區西南部，高2225公尺，:50是果敢西南最高峰，山勢呈東北─西南走向，西至薩爾溫江止。大明山南面芒卡山，東北方為當歸山，西隔薩爾溫江與長箐山相對。